# Mark Neveldine

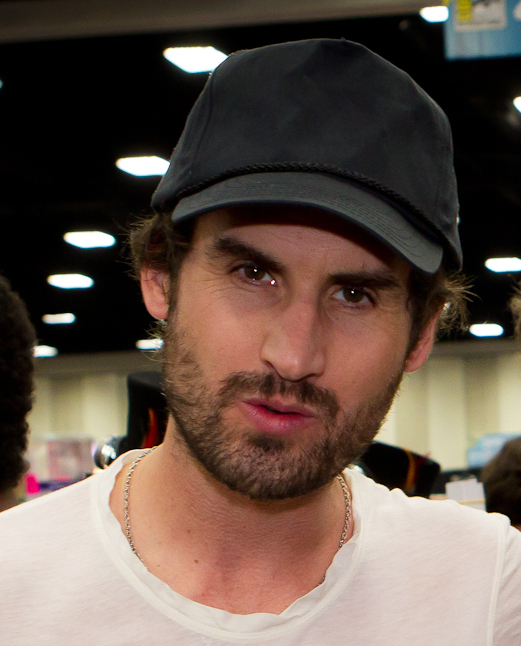
Mark Neveldine (2011)

Mark Neveldine (* 11. Mai 1973 in Watertown, New York) ist ein US-amerikanischer Regisseur, Drehbuchautor und Filmproduzent.

## Biografie
Neveldine wurde in Watertown geboren, das im US-Bundesstaat New York liegt. Er besuchte die Hobart and William Smith Colleges in Geneva, wo er Drama und Psychologie studierte. Nach seinem Abschluss zog er nach Manhattan, um dort seine Karriere mit knapp 30 Produktionen zu beginnen. Anschließend beschäftigte er sich zunehmend mit dem Film und wurde zunächst Kameramann von Musikvideos und Dokumentation.
Besondere Bekanntheit erlangte er als Drehbuchautor und Regisseur des Films Crank und dessen Fortsetzung Crank 2: High Voltage. Des Weiteren sollte er bei dem Film Jonah Hex mit Brian Taylor die Regie übernehmen, stieg jedoch aufgrund von „kreativen Unstimmigkeiten“ aus dem Projekt aus.
Mark Neveldine  ist seit August 2009 mit der Schauspielerin Alison Lohman verheiratet und hat mit ihr drei Kinder.

## Filmografie (Auswahl)

### Regisseur
- 2006: Crank
- 2009: Crank 2: High Voltage
- 2009: Gamer
- 2012: Ghost Rider: Spirit of Vengeance
- 2015: The Vatican Tapes
- 2022: Panama – The Revolution is Heating Up (Panama)

### Drehbuchautor
- 2006: Crank
- 2008: Pathology – Jeder hat ein Geheimnis (Pathology)
- 2009: Crank 2: High Voltage
- 2009: Gamer
- 2010: Jonah Hex

### Filmproduzent
- 2008: Pathology – Jeder hat ein Geheimnis (Pathology)
- 2016: Urge – Rausch ohne Limit (Urge)
- 2016: Officer Downe – Seine Stadt. Sein Gesetz. (Officer Downe)